# Grunddal Sjallung
 (juin 2015).
Si vous disposez d'ouvrages ou d'articles de référence ou si vous connaissez des sites web de qualité traitant du thème abordé ici, merci de compléter l'article en donnant les références utiles à sa vérifiabilité et en les liant à la section « Notes et références ».
Grunddal Sjallung, né à Odense en 1895 et mort en 1976, est un psychologue danois adepte de la franc-maçonnerie et de l'héraldique.
Il est l'auteur de traductions de textes maçonniques de l'anglais vers le danois et d'articles dans la revue maçonnique Frimurertidende écrits sous le pseudonyme de Broder Neutralis (Frère Neutralis).
Il est également peintre héraldiste : il a créé les armes de Glostrup en 1937.